# Brownea enricii
Brownea enricii là một loài thực vật có hoa trong họ Đậu. Loài này được Quinones miêu tả khoa học đầu tiên.